# Championnats d'Europe jeunes de tennis de table
Les Championnats d'Europe jeunes de tennis de table sont une compétition de tennis de table organisée par l'ETTU qui existent depuis 1955.
Ils regroupent chaque année les meilleurs jeunes joueurs européens. Au départ il n'y avait que la catégorie junior qui correspond aux moins de 18 ans qui y participaient. La catégorie cadet qui correspond aux moins de 15 ans a été ajoutée en 1974. Elle n'a pas été disputée en 1967, 1971 et 1972. Depuis 2021, la catégorie junior est passée moins de 19 ans.
Ils décernent sept titres pour chaque catégorie : 
- simple messieurs et dames ;
- double messieurs et dames ;
- par équipes messieurs et dames ;
- double mixte.

## Palmarès junior
| Année Lieu            | Junior                                    | Junior                                      | Junior                                    | Junior                                    | Junior                                    | Junior                                    | Junior                                      |
| Année Lieu            | Messieurs                                 | Messieurs                                   | Messieurs                                 | Dames                                     | Dames                                     | Dames                                     | Mixte                                       |
| Année Lieu            | Simple                                    | Double                                      | Équipe                                    | Simple                                    | Double                                    | Équipe                                    | Double                                      |
| --------------------- | ----------------------------------------- | ------------------------------------------- | ----------------------------------------- | ----------------------------------------- | ----------------------------------------- | ----------------------------------------- | ------------------------------------------- |
| 2025, Ostrava         | David Szantosi                            | Iulian Chirita Tiago Abiodun                | Roumanie                                  | Anna Hursey                               | Léana Hochart Nina Guo Zheng              | France                                    | Daniel Berzosa Veronika Matiunina           |
| 2024 Malmö            | Darius Movileanu                          | Iulian Chirita Andrei Istrate               | Roumanie                                  | Bianca Mei Rosu                           | Veronika Matiunina Nicole Arlia           | France                                    | Daniel Berzosa Veronika Matiunina           |
| 2023 Gliwice          | Eduard Ionescu                            | Eduard Ionescu Darius Movileanu             | Roumanie                                  | Elena Zaharia                             | Zuzana Wielgos Anna Brzyska               | Roumanie                                  | Darius Movileanu Elena Zaharia              |
| 2022 Belgrade         | Eduard Ionescu                            | Eduard Ionescu Darius Movileanu             | Roumanie                                  | Annett Kaufmann                           | Hana Harapovic Linda Zaderova             | Pologne                                   | Iulian Chirita Annett Kaufmann              |
| 2021 Varaždin         | Kay Stumper (de)                          | Samuel Kulczycki Maciej Kubik               | Pologne                                   | Elisabet Abraamian                        | Elisabet Abraamian Natalia Malinina       | Roumanie                                  | Alexis Lebrun Camille Lutz                  |
| 2020 Zagreb           | Annulé à cause de la pandémie de COVID-19 | Annulé à cause de la pandémie de COVID-19   | Annulé à cause de la pandémie de COVID-19 | Annulé à cause de la pandémie de COVID-19 | Annulé à cause de la pandémie de COVID-19 | Annulé à cause de la pandémie de COVID-19 | Annulé à cause de la pandémie de COVID-19   |
| 2019 Ostrava          | Truls Möregårdh                           | Lev Katsman (ru) Maxim Grebnev (de)         | Russie                                    | Anna Wegrzyn                              | Maria Tailakova (ru) Kristina Kazantseva  | Allemagne                                 | Samuel Kulczycki Katarzyna Wegrzyn          |
| 2018 Cluj Napoca      | Ioánnis Sgourópoulos                      | Lev Katsman (ru) Maxim Grebnev (de)         | France                                    | Jing Ning                                 | Anastasia Kolish Lucie Gauthier           | Azerbaïdjan                               | Jules Rolland Lucie Gauthier                |
| 2017 Guimarães        | Ioánnis Sgourópoulos                      | Cristian Pletea (de) Denis Ivonin           | Allemagne                                 | Jing Ning                                 | Maria Yovkova Fanni Harasztovich          | Russie                                    | Jules Rolland Lucie Gauthier                |
| 2016 Zagreb           | Alexandre Cassin (en)                     | Tobias Hippler (de) Nils Hohmeier (de)      | Italie                                    | Adina Diaconu                             | Lisa Lung (de) Eline Loyen                | Roumanie                                  | Aliaksandr Khanin (de) Daria Trigolos (de)  |
| 2015 Bratislava       | Anton Källberg                            | Darko Jorgić Deni Kožul (en)                | France                                    | Adina Diaconu                             | Maria Malinina Daria Chernoray            | Roumanie                                  | Alexandru Manole Andreea Clapa              |
| 2014 Riva del Garda   | Alexandre Cassin (en)                     | Ádám Szudi (hu) Nandor Ecseki               | France                                    | Chantal Mantz (de)                        | Rita Fins Patricia Maciel                 | France                                    | Tomislav Pucar Lea Rakovac                  |
| 2013 Ostrava          | Enzo Angles                               | Ádám Szudi (hu) Tamas Lakatos               | Italie                                    | Nina Mittelham                            | Nina Mittelham Theresa Kraft              | Roumanie                                  | Kilian Ort (de) Nina Mittelham              |
| 2012 Schwechat        | Tristan Flore                             | Jakub Dyjas Konrad Kulpa                    | France                                    | Bernadette Szőcs                          | Bernadette Szőcs Petrissa Solja           | Roumanie                                  | Frederick Jost Petrissa Solja               |
| 2011 Kazan            | Tristan Flore                             | Simon Gauzy Quentin Robinot                 | France                                    | Bernadette Szőcs                          | Bernadette Szőcs Petrissa Solja           | Russie                                    | Lucian Munteanu Irina Ciobanu               |
| 2010 Istanbul         | Patrick Franziska                         | Jonathan Groth Hunor Szőcs (en)             | France                                    | Britt Eerland                             | Sabine Winter Barbora Balážová (de)       | Roumanie                                  | Lucian Munteanu Cristina Hirici (de)        |
| 2009 Prague           | Quentin Robinot                           | Kristian Karlsson Mattias Oversjo           | France                                    | Margaryta Pesotska                        | Cristina Hirici (de) Anamaria Sebbe       | Roumanie                                  | Daniel Kosiba Dóra Madarász                 |
| 2008 Terni            | Paul Drinkhall                            | Paul Drinkhall Darius Knight (en)           | France                                    | Margaryta Pesotska                        | Margaryta Pesotska Barbora Balážová (de)  | Ukraine                                   | Paul Drinkhall Ekaterina Kolodyazhnaya      |
| 2007 Bratislava       | Mikhail Paykov (ru)                       | Mikhail Paykov (ru) Abdel-Kader Salifou     | Angleterre                                | Elizabeta Samara                          | Elizabeta Samara Ekaterina Kolodyazhnaya  | Russie                                    | Paul Drinkhall Elizabeta Samara             |
| 2006 Sarajevo         | Marcos Freitas                            | Mikhail Paykov (ru) Stanislav Golovanov     | Allemagne                                 | Daniela Dodean                            | Amelie Solja (de) Barbora Balážová (de)   | Roumanie                                  | Emmanuel Lebesson Gabriela Feher (de)       |
| 2005 Prague           | Dimitrij Ovtcharov                        | Marcos Freitas Tomislav Kolarev             | France                                    | Daniela Dodean                            | Daniela Dodean Elizabeta Samara           | Espagne                                   | Marcos Freitas Daniela Dodean               |
| 2004 Budapest         | János Jakab (en)                          | Marcos Freitas Tiago Apolónia               | Allemagne                                 | Galia Dvorak (en)                         | Carole Grundisch Kateřina Pěnkavová (de)  | Espagne                                   | János Jakab (en) Li Bin (de)                |
| 2003 Novi Sad         | Christian Süss                            | Tomáš Konečný Loic Bobillier                | Suède                                     | Iveta Vacenovská (en)                     | Gabi Rohr Meike Rohr                      | Allemagne                                 | Christian Süss Meike Rohr                   |
| 2002 Moscou           | Christian Süss                            | Patrick Baum Benjamin Rösner                | Allemagne                                 | Georgina Póta                             | Evgeniya Petukhova Anastasia Voronova     | République Tchèque                        | Christian Süss Meike Rohr                   |
| 2001 Terni            | Daniel Górak                              | Daniel Górak Robert Svensson (de)           | France                                    | Laura Stumper (de)                        | Georgina Póta Ildoko Csernyik             | Hongrie                                   | Ľubomír Pištej D. Filistovova               |
| 2000 Bratislava       | (de)                                      | F. Moritz G. Stephan                        | Pologne                                   | Cornelia Vaida (de)                       | Sandra Paović Nikoleta Stefanova (de)     | Allemagne                                 | Ohad Paniel Cornelia Vaida (de)             |
| 1999 Frýdek-Místek    | Michael Maze                              | Michael Maze Cyprian Asamoah                | Pologne                                   | Liu Jia                                   | Andrea Bakula (de) Wang Yu                | Croatie                                   | Yu Kalun Liu Jia                            |
| 1998 Norcia           | Timo Boll                                 | Timo Boll Nico Stehle (de)                  | Allemagne                                 | Liu Jia                                   | Liu Jia Ivana Weberova                    | Russie                                    | Josef Simoncik Liu Jia                      |
| 1997 Topoľčany        | Timo Boll                                 | Roko Tošić (en) Ivan Juzbasic               | Allemagne                                 | Eva Ódorová (de)                          | Ding Yang Wang Yu                         | Italie                                    | Adrian Crișan Eva Ódorová (de)              |
| 1996 Frýdek-Místek    | Magnus Molin (de)                         | Valentino Piacentini (en) Jörg de Cock (nl) | Allemagne                                 | Mihaela Encea                             | Mihaela Steff Mihaela Encea               | Russie                                    | Panagiótis Giónis Silvija Erdelji (de)      |
| 1995 La Haye          | Alekseï Smirnov                           | Alekseï Smirnov Martin Monrad (de)          | Allemagne                                 | Tamara Boroš                              | Mihaela Steff Antonela Manac              | Russie                                    | Alekseï Smirnov O.Kashulina                 |
| 1994 Paris            | Kostadin Lengerov (de)                    | Alekseï Smirnov Denis Gavrilov              | Danemark                                  | Svetlana Ganina (ru)                      | Mihaela Steff Antonela Manac              | Roumanie                                  | Andrei Filimon (de) Antonela Manac          |
| 1993 Ljubljana        | Vladimir Samsonov                         | Vladimir Samsonov Sascha Köstner (de)       | Russie                                    | Z.Poliackova                              | Judit Herczig (de) K.Harsanyi             | Hongrie                                   | Sascha Köstner (de) N.Delle                 |
| 1992 Topoľčany        | Vladimir Samsonov                         | Lucjan Błaszczyk Tomasz Krzeszewski (pl)    | CEI                                       | Georgeta Cojocaru (en)                    | O.Kusch Tatjana Kulagina                  | CEI                                       | Vladimir Samsonov O.Kusch                   |
| 1991 Grenade          | Slobodan Grujić (de)                      | David Gustafsson A.Rasberg                  | Suède                                     | Krisztina Tóth                            | P.Fichtinger A.Januszyk                   | Hongrie                                   | Torben Wosik Elke Schall (de)               |
| 1990 Hollabrunn       | Torben Wosik                              | A.Levadni S.Noskov                          | URSS                                      | Gabriella Wirth                           | Krisztina Tóth V.Ellö                     | URSS                                      | A.Januszyk Piotr Szafranek (de)             |
| 1989 Luxembourg       | D.Gusev                                   | Torben Wosik J.Hong                         | URSS                                      | Gabriella Wirth                           | Gabriella Wirth V.Wirth                   | Hongrie                                   | S.Noskov O.Laposhina                        |
| 1988 Novi Sad         | Petr Korbel                               | Dmitry Mazunov (en) D.Gusev                 | URSS                                      | Otilia Bădescu                            | A.Hegedüs Gabriella Wirth                 | Yougoslavie                               | Kalínikos Kreánga Otilia Bădescu            |
| 1987 Athènes          | Daniel Cioca                              | Andrei Mazunov (ru) Sergey Vardanyan        | URSS                                      | Irina Palina (ru)                         | K.Lohr Otilia Bădescu                     | Roumanie                                  | Olivier Marmurek Emmanuelle Coubat          |
| 1986 Louvain-la-Neuve | Thomas von Scheele (en)                   | Jörg Roßkopf Steffen Fetzner                | Suède                                     | Csilla Bátorfi                            | Csilla Bátorfi K.Nagy                     | Tchécoslovaquie                           | M.Grman Renata Kasalová (de)                |
| 1985 La Haye          | Carl Prean (de)                           | Zoran Primorac Ilija Lupulesku (en)         | Suède                                     | Olga Nemeș (de)                           | D.Davidkova Renata Kasalová (de)          | Tchécoslovaquie                           | Carl Prean (de) Csilla Bátorfi              |
| 1984 Linz             | Andrei Mazunov (ru)                       | Zoran Primorac Ilija Lupulesku (en)         | URSS                                      | Olena Kovtun (de)                         | Olena Kovtun (de) R.Diachenko             | Hongrie                                   | Ilija Lupulesku (en) Vesna Ojsteršek        |
| 1983 Malmö            | Jan-Ove Waldner                           | Carl Prean (de) Nicky Mason (de)            | URSS                                      | Olga Nemeș (de)                           | Jackie Bellinger (en) J.Parker            | URSS                                      | Jörgen Persson Olga Nemeș (de)              |
| 1982 Hollabrunn       | Jan-Ove Waldner                           | Jan-Ove Waldner J.Akesson                   | Suède                                     | I.Daniliavichute                          | I.Daniliavichute E.Vecherok               | URSS                                      | Jörgen Persson Olga Nemeș (de)              |
| 1981 Topoľčany        | Jan-Ove Waldner                           | Jan-Ove Waldner J.Akesson                   | Suède                                     | Fliura Bulatova (de)                      | I.Daniliavichute E.Vecherok               | URSS                                      | Jürgen Rebel (de) S.Wenzel                  |
| 1980 Pologne          | N.Persson                                 | Jan-Ove Waldner J.Akesson                   | Tchécoslovaquie                           | Marie Hrachová (cs)                       | Sonja Grefberg (de) E.Malmberg            | URSS                                      | Vladislav Broda (de) Marie Hrachová (cs)    |
| 1979 Rome             | J.Ezr                                     | Mikael Appelgren Anders Thunstrom           | Suède                                     | Bettine Vriesekoop                        | Marie Hrachová (cs) A.Pelikanova          | URSS                                      | Jürgen Rebel (de) S.Wenzel                  |
| 1978 Barcelone        | Jindřich Panský (en)                      | Zsolt-Georg Böhm (en) S.Crisan              | URSS                                      | E.Ferenczi                                | Valentina Popova N.Antonian               | URSS                                      | Zsolt-Georg Böhm (en) E.Ferenczi            |
| 1977 Vichy            | Leszek Kucharski (de)                     | Ulf Bengtsson L.Franklin                    | URSS                                      | Bettine Vriesekoop                        | Valentina Popova N.Antonian               | Hongrie                                   | Vadim Putilovsky N.Antonian                 |
| 1976 Mödling          | Zoran Kalinić (de)                        | Andy Barden (en) P.Day                      | URSS                                      | S.Romachina                               | Erzsebet Palatinus (en) D.Fabri           | URSS                                      | Zoran Kalinić (de) Erzsebet Palatinus (en)  |
| 1975 Zagreb           | B.Burnazian                               | Åke Grönlund (en) M.Nilsson                 | URSS                                      | Tatiana Ferdman (de)                      | Tatiana Ferdman (de) N.Meshkova           | Yougoslavie                               | János Molnár (tennis de table) (en) G.Szabo |
| 1974 Göppingen        | B.Burnazian                               | M.Schenk M.Cich                             | Suède                                     | E.Antonian                                | Tatiana Ferdman (de) E.Antonian           | URSS                                      | B.Burnazian E.Antonian                      |

## Palmarès cadet
| Année Lieu            | Cadet                                     | Cadet                                           | Cadet                                     | Cadet                                     | Cadet                                           | Cadet                                     | Cadet                                             |
| Année Lieu            | Messieurs                                 | Messieurs                                       | Messieurs                                 | Dames                                     | Dames                                           | Dames                                     | Mixte                                             |
| Année Lieu            | Simple                                    | Double                                          | Équipe                                    | Simple                                    | Double                                          | Équipe                                    | Double                                            |
| --------------------- | ----------------------------------------- | ----------------------------------------------- | ----------------------------------------- | ----------------------------------------- | ----------------------------------------------- | ----------------------------------------- | ------------------------------------------------- |
| 2025 Ostrava          | Danilo Faso                               | Danilo Faso Francesco Trevisan                  | Italie                                    | Koharu Itagaki                            | Lou-Anne Bocquet Alexia Nodin                   | Allemagne                                 | Noah Tessier Lou-Anne Bocquet                     |
| 2024 Malmö            | Patryk Zyworonek                          | Patryk Zyworonek Samuel Michna                  | Italie                                    | Hanka Kodetova                            | Nina Skerbinz Elina Fuchs                       | Allemagne                                 | Aleks Pakula Katarzyna Rajkowska                  |
| 2023 Gliwice          | Tiago Abiodun                             | Patryk Zyworonek Mateusz Sakowicz               | Portugal                                  | Hanka Kodetova                            | Koharu Itagaki Josephina Neumann                | Allemagne                                 | Nathan Pilard Nina Guo Zheng                      |
| 2022 Belgrade         | Flavien Coton                             | Flavio Mourier Antoine Noirault                 | France                                    | Lilou Massart                             | Bianca Mei Rosu Natalia Bogdanowicz             | Roumanie                                  | Artur Gromek Natalia Bogdanowicz                  |
| 2021 Varazdin         | Félix Lebrun                              | Félix Lebrun Flavien Coton                      | France                                    | Annett Kaufmann                           | Bianca Mei Rosu Annett Kaufmann                 | Allemagne                                 | Miłosz Redzimski Wiktoria Wrobel                  |
| 2020 Zagreb           | Annulé à cause de la pandémie de COVID-19 | Annulé à cause de la pandémie de COVID-19       | Annulé à cause de la pandémie de COVID-19 | Annulé à cause de la pandémie de COVID-19 | Annulé à cause de la pandémie de COVID-19       | Annulé à cause de la pandémie de COVID-19 | Annulé à cause de la pandémie de COVID-19         |
| 2019 Ostrava          | Darius Movileanu                          | Eduard Ionescu Iulian Chirita                   | Russie                                    | Elena Zaharia                             | Prithika Pavade Elena Zaharia                   | France                                    | Thibault Poret Prithika Pavade                    |
| 2018 Cluj Napoca      | Maciej Kubik                              | Maciej Kubik Ivor Ban                           | France                                    | Elena Zaharia                             | Prithika Pavade Chloé Chomis                    | Roumanie                                  | Andrea Puppo Arina Slautina                       |
| 2017 Guimarães        | Vladimir Sidorenko (ru)                   | Truls Möregårdh Martin Friis                    | Russie                                    | Elisabet Abraamian                        | Sophia Klee (de) Anastasia Bondareva            | Russie                                    | Vladimir Sidorenko (ru) Ekaterina Zironova        |
| 2016 Zagreb           | Vladimir Sidorenko (ru)                   | Maciej Kolodziejczyk Vladislav Ursu             | Russie                                    | Maria Tailakova (ru)                      | Tania Plaian Ekaterina Zironova                 | Russie                                    | Lev Katsman (ru) Kristina Kazantseva              |
| 2015 Bratislava       | Cristian Pletea (de)                      | Irvin Bertrand (de) Lilian Bardet               | France                                    | Maria Tailakova (ru)                      | Ema Marin Andrea Pavlović                       | Russie                                    | Cristian Pletea (de) Maria Tailakova (ru)         |
| 2014 Riva del Garda   | Rares Sipos                               | Irvin Bertrand (de) Nolan Givone                | France                                    | Adina Diaconu                             | Adina Diaconu Lisa Lung (de)                    | Roumanie                                  | Cristian Pletea (de) Adina Diaconu                |
| 2013 Ostrava          | Tomáš Polanský                            | Aliaksandr Khanin (de) Tomáš Polanský           | République Tchèque                        | Adina Diaconu                             | Adina Diaconu Andreea Clapa                     | Roumanie                                  | Alexandru Manole Andreea Clapa                    |
| 2012 Schwechat        | Alexandre Cassin (en)                     | Anton Källberg Simon Berglund                   | France                                    | Alena Lemmer (de)                         | Adina Diaconu Mihaela Lupu                      | Allemagne                                 | Can Akkuzu Audrey Zarif                           |
| 2011 Kazan            | Andrea Landrieu                           | Dang Qiu David Reutspies                        | Allemagne                                 | Nina Mittelham                            | Nina Mittelham Nicole Trosman                   | Russie                                    | Diogo Chen (de) Nicole Trosman                    |
| 2010 Istanbul         | Leonardo Mutti                            | Tristan Flore Enzo Angles                       | France                                    | Bernadette Szőcs                          | Bernadette Szőcs Irina Ciobanu                  | Roumanie                                  | Tristan Flore Celine Pang                         |
| 2009 Prague           | Simon Gauzy                               | Tristan Flore Benjamin Brossier                 | France                                    | Petrissa Solja                            | Bernadette Szőcs Yana Noskova (ru)              | Allemagne                                 | Benjamin Brossier Yana Noskova (ru)               |
| 2008 Terni            | Gavin Evans                               | Julien Indeherberg Emilien Vanrossome           | France                                    | Petrissa Solja                            | Petrissa Solja Nadine Sillus                    | Roumanie                                  | Romain Lorentz Laura Gasnier                      |
| 2007 Bratislava       | Hunor Szőcs (en)                          | Thomas Le Breton Romain Lorentz                 | Allemagne                                 | Cristina Hirici (de)                      | Barbora Balážová (de) Sabine Winter             | Russie                                    | G. Grishenin Tatiana Ryabova                      |
| 2006 Sarajevo         | Borna Kovac                               | Borna Kovac Piotr Chordorski                    | Suède                                     | Margaryta Pesotska                        | Margaryta Pesotska Barbora Balážová (de)        | Ukraine                                   | Kristian Karlsson Malin Pettersson                |
| 2005 Prague           | Paul Drinkhall                            | Borna Kovac Pierre Bézard                       | Angleterre                                | Ekaterina Kolodyazhnaya                   | Amelie Solja (de) R. Stähr                      | Russie                                    | Alexander Shibaev Ekaterina Kolodyazhnaya         |
| 2004 Budapest         | Jiang Peng Fei                            | Antonin Schwarzer Matīss Burģis (lv)            | France                                    | Natalia Partyka                           | Elizabeta Samara Margaryta Pesotska             | Roumanie                                  | Frantisek Placek Natalia Partyka                  |
| 2003 Novi Sad         | Ruwen Filus                               | Antonin Schwarzer Marcos Freitas                | Allemagne                                 | Li Bin (de)                               | Galia Dvorak (en) Elizabeta Samara              | Roumanie                                  | D. Baltrushko Marya Viktorchyk                    |
| 2002 Moscou           | Marcos Freitas                            | D. Baltrushko Dmitri Davidovitch (de)           | Allemagne                                 | Daniela Dodean                            | Olga Dzelinska D. Kolarova                      | Espagne                                   | Yaroslav Zhmudenko (de) Galia Dvorak (en)         |
| 2001 Terni            | A. Pletnev                                | János Jakab (en) K. Molnár                      | Hongrie                                   | M. Zelenova                               | I. Kmotorkova Eva Tapai                         | Espagne                                   | Zolt Pete Eva Tapai                               |
| 2000 Bratislava       | Christian Süss                            | Loic Bobillier Tomislav Zubčić                  | Allemagne                                 | Ana Maria Erdelji                         | Iveta Vacenovská (en) Martina Smistikova        | Russie                                    | Antonin Gavlas (de) Iveta Vacenovská (en)         |
| 1999 Frýdek-Místek    | Dániel Zwickl (de)                        | Dániel Zwickl (de) Antonin Gavlas (de)          | Hongrie                                   | Gabi Rohr                                 | Gabi Rohr Meike Rohr                            | Allemagne                                 | Dániel Zwickl (de) Georgina Póta                  |
| 1998 Norcia           | (de)                                      | Dániel Zwickl (de) Peter Sereda                 | Roumanie                                  | Tetiana Sorochynska                       | Cornelia Vaida (de) Nikoleta Stefanova (de)     | Allemagne                                 | (de) Cornelia Vaida (de)                          |
| 1997 Topoľčany        | Fedor Kuzmin                              | Jiří Vráblík (de) Antonin Gavlas (de)           | France                                    | Sandra Paović                             | I.Bagina Tatiana Ignatieva                      | Croatie                                   | Jiří Vráblík (de) Sandra Paović                   |
| 1996 Frýdek-Místek    | Michael Maze                              | Alexey Liventsov (ru) P.Vaske                   | Russie                                    | Martina Safran                            | Andrea Bakula (de) B. Poljak                    | Hongrie                                   | Dominik Halcour Andrea Bakula (de)                |
| 1995 La Haye          | Timo Boll                                 | Timo Boll Nico Stehle (de)                      | Allemagne                                 | Miao Miao (tennis de table) (de)          | Miao Miao (tennis de table) (de) Ivana Weberova | Russie                                    | Jaroslaw Tomicki Miao Miao (tennis de table) (de) |
| 1994 Paris            | Magnus Molin (de)                         | H.Nyqvist Jens Lundqvist (de)                   | Suède                                     | P. Dermastija                             | Renáta Štrbíková (de) Eva Ódorová (de)          | Allemagne                                 | Dlask Marek Renáta Štrbíková (de)                 |
| 1993 Ljubljana        | Robert Gardos                             | Umberto Giardina (en) Valentino Piacentini (en) | Italie                                    | Mihaela Steff                             | Mihaela Steff Mihaela Encea                     | Russie                                    | Robert Gardos Mihaela Encea                       |
| 1992 Topoľčany        | T.Schröder                                | Zoltan Fejer-Konnerth T.Schröder                | CEI                                       | Svetlana Ganina (ru)                      | Mihaela Steff Antonela Manac                    | Roumanie                                  | Bohumil Vozicky M.Myskova                         |
| 1991 Grenade          | K.Lengerov                                | Aleksandr Vinokurov Y.Renzin                    | Allemagne                                 | Antonela Manac                            | Antonela Manac A.M.Enescu                       | URSS                                      | Andrei Filimon (de) Antonela Manac                |
| 1990 Hollabrunn       | Sergey Andrianov                          | Vladimir Samsonov Evgeny Fadeev                 | URSS                                      | Ana Gogorita                              | E.Kulagina Tatjana Kulagina                     | Yougoslavie                               | Vladimir Samsonov Tatjana Kulagina                |
| 1989 Luxembourg       | Vladimir Samsonov                         | David Gustafsson A.Rasberg                      | Hongrie                                   | Georgeta Cojocaru (en)                    | Georgeta Cojocaru (en) L.Niculae                | URSS                                      | Vladimir Samsonov O.Kusch                         |
| 1988 Novi Sad         | Torben Wosik                              | Vladimir Samsonov A.Averkin                     | RFA                                       | V.Ellö                                    | Krisztina Tóth V.Ellö                           | Hongrie                                   | Vladimir Samsonov O.Kusch                         |
| 1987 Athènes          | Slobodan Grujić (de)                      | T.Janasek Martin Olejnik                        | URSS                                      | Gabriella Wirth                           | Gabriella Wirth V.Ellö                          | Roumanie                                  | Torben Wosik S.Nienhaus                           |
| 1986 Louvain-la-Neuve | Kalínikos Kreánga                         | Frantisek Kanta David Stepanek                  | Angleterre                                | Gabriella Wirth                           | Gabriella Wirth J.Marosi                        | Hongrie                                   | Non disputé                                       |
| 1985 La Haye          | Dmitry Mazunov (en)                       | B.van Haren G.Verhaegh                          | URSS                                      | Otilia Bădescu                            | Otilia Bădescu Emilia Ciosu (de)                | Roumanie                                  | Non disputé                                       |
| 1984 Linz             | Jean-Michel Saive                         | M.Grman V.Mihocko                               | Tchécoslovaquie                           | Otilia Bădescu                            | K.Lohr Otilia Bădescu                           | Hongrie                                   | Non disputé                                       |
| 1983 Malmö            | M.Grman                                   | M.Grman R.Lindnerova                            | Suède                                     | Otilia Bădescu                            | Renata Kasalová (de) Renata Kasalová (de)       | Hongrie                                   | Non disputé                                       |
| 1982 Hollabrunn       | Carl Prean (de)                           | Non disputé                                     | Roumanie                                  | Flora Khasanova                           | Non disputé                                     | URSS                                      | Non disputé                                       |
| 1981 Topoľčany        | Andrei Mazunov (ru)                       | Non disputé                                     | Angleterre                                | Olga Nemeș (de)                           | Non disputé                                     | Hongrie                                   | Non disputé                                       |
| 1980 Pologne          | Jörgen Persson                            | Non disputé                                     | Suède                                     | I.Daniliavichute                          | Non disputé                                     | URSS                                      | Non disputé                                       |
| 1979 Rome             | M.Broda                                   | Non disputé                                     | Tchécoslovaquie                           | I.Daniliavichute                          | Non disputé                                     | URSS                                      | Non disputé                                       |
| 1978 Barcelone        | Erik Lindh                                | Non disputé                                     | Suède                                     | N.Kovalenko                               | Non disputé                                     | URSS                                      | Non disputé                                       |
| 1977 Vichy            | K.Christensson                            | Non disputé                                     | Tchécoslovaquie                           | N.Antonian                                | Non disputé                                     | URSS                                      | Non disputé                                       |
| 1976 Mödling          | Anders Thunstrom                          | Non disputé                                     | URSS                                      | Gordana Perkučin                          | Non disputé                                     | URSS                                      | Non disputé                                       |
| 1975 Zagreb           | G.Bisi                                    | Non disputé                                     | Suède                                     | Gordana Perkučin                          | Non disputé                                     | URSS                                      | Non disputé                                       |
| 1974 Göppingen        | I.Kavka                                   | Non disputé                                     | Suède                                     | G.Szabo                                   | Non disputé                                     | URSS                                      | Non disputé                                       |

## Bilan jeune
- Répartition des titres par nations toutes catégories confondues de 1974 à 2023

### Titres

#### Hommes
| Nations                            | Titres | Premier | Dernier |
| ---------------------------------- | ------ | ------- | ------- |
| URSS/CEI/Russie                    | 62     | 1974    | 2019    |
| France                             | 55     | 1987    | 2023    |
| RFA/Allemagne                      | 49     | 1979    | 2021    |
| Suède                              | 44     | 1974    | 2019    |
| Roumanie                           | 37     | 1978    | 2024    |
| Tchécoslovaquie/République Tchèque | 29     | 1974    | 2013    |
| Pologne                            | 20     | 1977    | 2024    |
| Angleterre                         | 14     | 1976    | 2008    |
| Hongrie                            | 11     | 1975    | 2014    |
| Portugal                           | 9      | 2002    | 2023    |
| Italie                             | 9      | 1975    | 2024    |
| Yougoslavie                        | 8      | 1976    | 2001    |
| Croatie                            | 7      | 1997    | 2018    |
| Biélorussie                        | 6      | 1993    | 2016    |
| Danemark                           | 6      | 1994    | 2010    |
| Autriche                           | 4      | 1993    | 2016    |
| Pays-Bas                           | 3      | 1985    | 1999    |
| Grèce                              | 3      | 1996    | 2019    |
| Belgique                           | 2      | 1986    | 2008    |
| Slovaquie                          | 2      | 1998    | 2001    |
| Turquie                            | 1      | 2004    |         |
| Lettonie                           | 1      | 2004    |         |
| Moldavie                           | 1      | 2016    |         |
| Slovénie                           | 1      | 2015    |         |
| Bulgarie                           | 1      | 1991    |         |
| Israël                             | 1      | 2000    |         |
| Ukraine                            | 1      | 2002    |         |
| Espagne                            | 1      | 2024    |         |

#### Femmes
| Nations                            | Titres | Premier | Dernier |
| ---------------------------------- | ------ | ------- | ------- |
| URSS/CEI/Russie                    | 89     | 1974    | 2021    |
| Roumanie                           | 88     | 1978    | 2024    |
| RFA/Allemagne                      | 50     | 1979    | 2024    |
| Hongrie                            | 35     | 1974    | 2017    |
| Tchécoslovaquie/République Tchèque | 19     | 1979    | 2024    |
| France                             | 16     | 1987    | 2024    |
| Pologne                            | 15     | 1990    | 2024    |
| Croatie                            | 13     | 1995    | 2022    |
| Yougoslavie                        | 12     | 1975    | 2001    |
| Ukraine                            | 11     | 1998    | 2024    |
| Slovaquie                          | 10     | 1993    | 2010    |
| Espagne                            | 7      | 2001    | 2005    |
| Autriche                           | 7      | 1991    | 2024    |
| Italie                             | 6      | 1997    | 2024    |
| Pays-Bas                           | 3      | 1997    | 2010    |
| Belgique                           | 3      | 2014    | 2022    |
| Azerbaïdjan                        | 3      | 2017    | 2018    |
| Slovénie                           | 2      | 1994    | 1996    |
| Israël                             | 2      | 2011    |         |
| Biélorussie                        | 2      | 2003    | 2016    |
| Portugal                           | 1      | 2014    |         |
| Serbie                             | 1      | 2006    |         |
| Finlande                           | 1      | 1980    |         |
| Bulgarie                           | 1      | 2017    |         |
| Angleterre                         | 1      | 1983    |         |